# مارجوري توري
مارجوري توري (بالإنجليزية: Marjorie Torrey)‏ (10 نوفمبر 1891، بروكلين في الولايات المتحدة - 1 سبتمبر 1964، مانهاتن في الولايات المتحدة)؛ كاتِبة مُتخصِّصة في أدب الأطفال وروائية أمريكية.